# پیو رویس کابستانی
پیو رویس کابستانی (اسپانیایی: Pello Ruiz Cabestany‎؛ زادهٔ ۱۳ مارس ۱۹۶۲) دوچرخه‌سوار اهل اسپانیا است. وی در مسابقات تور دو فرانس شرکت کرده است.